# 澳洲原生龟背竹
澳洲原生龟背竹（学名：Epipremnum amplissimum）是一种原生于澳新界热带雨林的木质藤本植物，属于天南星科麒麟叶属。

## 分布
原生于新几内亚、澳洲昆士兰州、所罗门群岛、俾斯麦群岛、瓦努阿图等，现在也成为家居观赏植物。

## 名称
本种学名中的种小名是形容其叶片特征——“宽敞的”。